# USA:s Grand Prix 1959
USA:s Grand Prix 1959 var det sista av nio lopp ingående i formel 1-VM 1959. Detta var det första F1-loppet utöver de i Indianapolis som kördes i USA.

## Resultat
1. Bruce McLaren, Cooper-Climax, 8 poäng
2. Maurice Trintignant, R R C Walker (Cooper-Climax), 6
3. Tony Brooks, Ferrari, 4
4. Jack Brabham, Cooper-Climax, 3
5. Innes Ireland, Lotus-Climax, 2
6. Wolfgang von Trips, Ferrari (varv 38, motor)
7. Harry Blanchard, Blanchard Automobile Co (Porsche)

### Förare som bröt loppet
- Cliff Allison, Ferrari (varv 23, transmission)
- Roy Salvadori, High Efficiency Motors (Cooper-Maserati) (23, transmission)
- Rodger Ward, Leader Cards Inc (Kurtis Kraft-Offenhauser) (20, koppling)
- Alejandro de Tomaso/Alessandro de Tomaso, OSCA (Cooper-Osca) (13, bromsar)
- Phil Hill, Ferrari (8, koppling)
- Fritz d'Orey, Camoradi (Tec-Mec-Maserati) (6, oljeläcka)
- Stirling Moss, R R C Walker (Cooper-Climax) (5, transmission)
- Harry Schell, Ecurie Bleue (Cooper-Climax) (5, koppling)
- George Constantine, Taylor-Crawley Racing Team (Cooper-Climax) (5, överhettning)
- Alan Stacey, Lotus-Climax (2, koppling)
- Bob Said, Connaught-Alta (0, olycka)

### Förare som ej startade
- Phil Cade, Phil Cade (Maserati)